# Aleksej Petrovič Jermolov
Aleksej Petrovič Jermolov (rusko Алексе́й Петро́вич Ермо́лов), ruski general, * 1777, Moskva, † 23. april 1861, Moskva.
Bil je eden izmed pomembnejših artilerijskih generalov, ki so se borili med Napoleonovo invazijo na Rusijo; posledično je bil njegov portret dodan v Vojaško galerijo Zimskega dvorca.
Med letoma 1817 in 1827 je bil generalni guverner Transkavkaza.